# Knitta Please

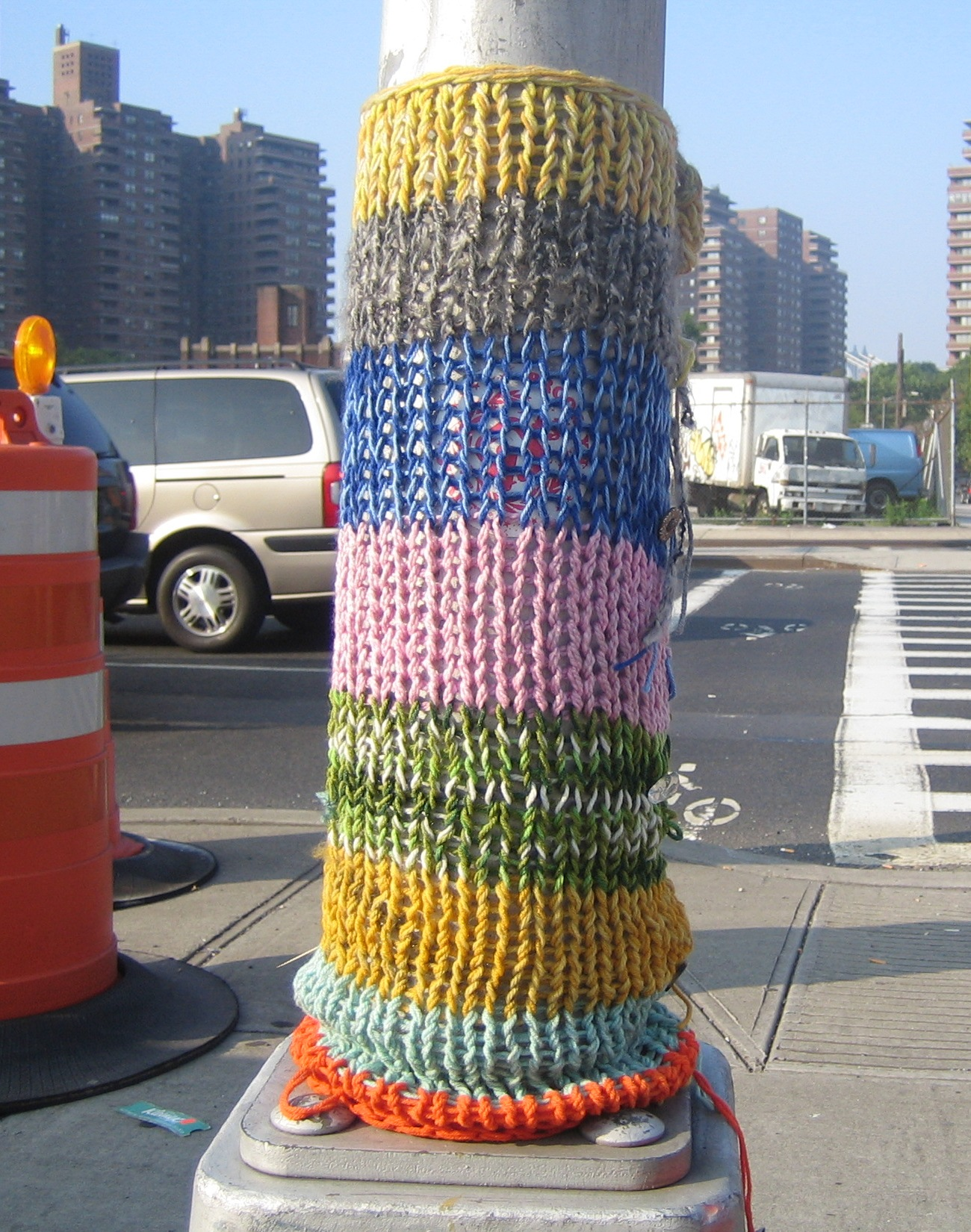
Réchauffeur de poteau utilitaire au coin de la rue de New York.

Knitta Please, également connu sous le nom de Knitta, est un groupe d'artistes derrière le mouvement des « graffitis en tricot » à Houston, Texas. Depuis 2005, ils « habillent » l'architecture publique avec du matériel tricoté ou crocheté, un processus connu sous le nom de « graffiti en tricot », « assaut de fils » ou « bombardement de fils ». La mission est de rendre le street art « un peu plus chaleureux et flou ». 
Knitta est représenté par Magda Sayeg, qui continue de voyager et de tricoter des graffitis. Sur le plan international, une douzaine de groupes ont suivi l'exemple de Knitta. 

## Histoire
Le groupe est fondé en octobre 2005 par un tricoteur autodidacte, PolyCotN, et un deuxième membre connu sous le nom d'AKrylik. Leur objectif serait de gérer la frustration face à leurs propres projets de tricot inachevés. La première intervention du groupe est réalisée sur la poignée de la porte la porte d'entrée de la boutique de Magda Sayeg à Houston. 
Le nom du groupe et les surnoms des membres sont inspirés par une envie de « ressembler au graffiti, mais avec des tricots ». Le groupe mélange la terminologie de l'artisanat avec un style hip-hop et change l'orthographe « pour représenter les surnoms d'art de rue traditionnels ». PolyCotN et AKrylik donnent aussi des nouveaux noms à d'autres membres, dont Knotorious NIT, SonOfaStitch et P-Knitty. 
En 2007, Knitta compte avec douze membres. Cinq à douze groupes de copieurs à l'échelle internationale sont aussi actifs à cette époque. En 2009, l'auteur australien Emily Howes identifie des groupes en Scandinavie, au Japon, en Afrique du Sud et aux États-Unis. Depuis, Sayeg es la seule membre active du groupe. 

## Art
Entre vendredi soir et dimanche matin, les tagueurs de Knitta laissaient une étiquette papier sur chaque œuvre, portant le slogan « knitta please » ou « whaddup knitta ? ». Leurs œuvres sont réalisés sur des arbres, des lampadaires, des balustrades, des bornes d'incendie, des monuments et d'autres cibles urbaines. Une autre pièce populaire consistait à suspendre des baskets en tricot sur un câble téléphonique aérien. L'équipe marquerait les vacances en effectuant un travail à thème, en utilisant, par exemple, du fil rose pour les pièces de la Saint-Valentin et du fil brillant pour le Jour de l'an. Lorsque Knitta ne travaillait pas avec un thème, ils travaillaient sur des projets, parlant de domaines spécifiques. Le groupe et ses followers considèrent leurs graffitis comme « une méthode d'embellissement de l'espace public ». Cependant, un tel travail est considéré comme du vandalisme dans certains États américains.  

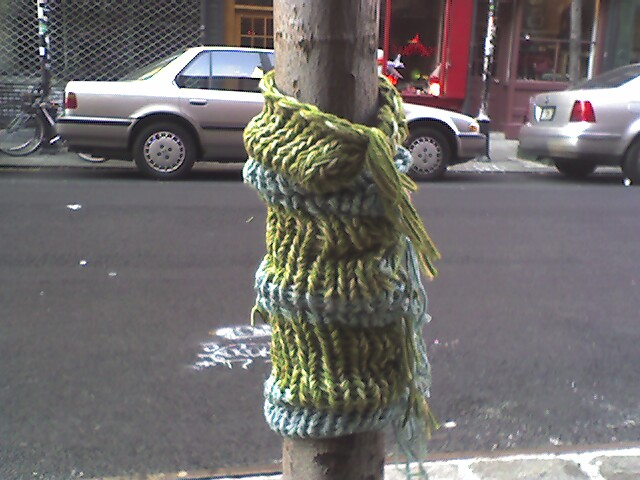
Treehugger de la ville de New York.

En 2006, le groupe décide de visiter New York pour faire leur première pièce à grande échelle. Plus tard cette année, ils enveloppent la moitié supérieure d'une colonne de monorail de Seattle avec plus de 50 pieds (15,24 m) de tricots donnés par des bénévoles,. Knitta fait aussi appel à d'autres personnes pour réaliser des travaux similaires aux États-Unis. 
Pour un autre grand projet, le groupe intervient 25 arbres de la médiane d'Allen Parkway à Houston pour le défilé annuel de l'Art Car, en mai 2006, les enveloppant dans des couvertures mesurant deux pieds de haut par deux pieds et demi de long. Un an plus tard, ils sont invités à l'hôtel Standard de Los Angeles, et étiquettent une boîte en verre présentant les conceptions et les concepts des créateurs de tendances. 
Pour fêter les 60 ans de Bergère de France, premier fabricant de fils français l'entreprise invite Knitta à Paris pour « revitaliser les paysages urbains avec des pièces tricotées ». Pendant leur séjour, ils travaillent également sur la cathédrale de Notre-Dame de Paris. Le travail de Knitta est aussi présenté à Londres, Sydney, Rome, Milan, Prague, Suède, Montréal, Mexico, El Salvador, Pays - Bas, Allemagne, Luxembourg et au sommet de la Grande Muraille de Chine.